# Цвіловський Сергій Францевич
 Сергій Францевич Цвіловський (нар. 13 липня 1978) — український комік, гуморист, колишній учасник дуету «Брати Шумахери» (Франц Шумахер) разом з Юрієм Великим (Урмас Шумахер).

## Біографія
Познайомився з Юрієм Великим у 1997 року, вони разом вчилися у Одеському національному морському університеті, у кінці 1998 року з'явився їх дует.
Його мама, і його тітка ходили у рейси на пасажирських судах, в дитинстві потрапив з ними на корабель, його це сильно вразило.
Грали у університетський команді КВН «Флібустьєри», грали СТЕМи, грали у команді «Нова реальність», робили шоу «Comedy Morgan» на ТРК «Глас» у Одесі з 16 грудня 2005 року — 2008 рік.
Закінчив Одеський національний морський університет. Після вузу 5 років працював в одній судноплавної компанії.
Потрапив на велику сцену після знайомства з Володимиром Зеленським. На сцені з 1999 року.
Був учасником і автором гумористичних телепроєктів України: «Бійцівський клуб», «Київ Вечірній», «Вечірній квартал» студії «Квартал 95», «Шоу Братів Шумахерів» на каналі «Україна».
В 2019 році завершив існування дует "Братів Шумахерів".

## Родина
Одружений другим шлюбом з Оленою, жінка —астролог, донька Тетяна (н. 2017), є донька Софія (н.2008) від першого шлюбу з Марією.
- Молодший брат — Олег Францевич Цвіловський (нар. 11.11.1982)

## Телебачення
- Вища Ліга КВН
- Comedy Morgan
- «Бійцівський клуб»
- «Київ Вечірній»
- «Вечірній квартал»
- 2013 — новорічний фільм 1+1 вдома[13]
- «Що? Де? Коли?»
- український «Брейн ринг»

- «Шоу Братів Шумахерів»

## Пародії
- Віктор Коклюшкін[15]
- Володимир Пресняков[16]
- Олександр Малінін[17]
- Лайма Вайкуле[18]
- Володимир Кличко[19]
- Віктор Ющенко[20][21]
- Віктор Ільченко[22]
- Віталій Кличко[23]